# Jiang Lin
Jiang Lin (n. 23 octombrie 1981, Qingdao, Republica Populară Chineză) este un arcaș chinez, medaliat olimpic. A participat la o ediție a Jocurilor Olimpice (2008) în care a câștigat o medalie de bronz.

## Participări
Lista de mai jos prezintă principalele competiții la care a participat Jiang Lin de-a lungul carierei.
- archery at the 2008 Summer Olympics – men's team[*]